# ヴェロニカ・スティーヴンス
ヴェロニカ・“ロニー”・スティーヴンス（Veronica "Ronnie" Stevens、女性、1973年7月19日 - ）は、アメリカ合衆国のプロレスラー。主なリングネームは、シンプリー・ルーシャス（Simply Luscious）。

## 経歴
プロレス入りする前は空手とバレエを身につけ、ショーン・マイケルズのテキサスレスリングアカデミー（TWA）でトレーニングを積み、地元サンアントニオで「シンプリー・ルーシャス」としてデビュー。短期間ではあるがWCWに参戦していた。
2002年はJAPWやROHで活動。
2003年よりTNAに参戦を開始し、ノックアウト（女子部門）にて「ビッチスラップ」のリーダーとなる。TNAでのリングネームは「ナース・ヴェロニカ（Nurse Veronica）」と名づけられた。しかし当時TNAは女子選手が少ないためビッチスラップはストーリーに行き詰まり、ヴェロニカはTNAと2年契約を拒絶。
2004年以降、インディ団体を転戦。同年2月14日、坂井澄江を下しUSAプロ女子王座奪取。CMLLにも参戦し、ZERO-ONEに悪徳レフェリー“ミス・スティーブンス”として来日した。
2006年、TWAに復帰。WWEトライアウトにも挑戦したが不合格だった。同年、SUNに「ヴェロニカ・シンプリー」として来日。前村さきと一騎討ちを行う。
2011年4月3日、ユニオンプロレスに来日し、木高イサミ&矢野ケイタのマネージャー「ヴェロニカ」として参戦した。7月に今度は留学生として参戦。
6月にはREINA女子プロレスにシンプリー・ルーシャスとして参戦。上林愛貴が持つTLW女子インターナショナル王座に挑戦も奪取ならず。

## レフェリー
AWA軍団の刺客、女性レフェリーのミス・スティーブンスとして初来日。2004年12月18日、千葉公園体育館でのスティーブ・コリノ＆マット・ストライカー組ｖｓ田中将斗＆葛西純組で初レフェリング。同年12月22日、後楽園ホール大会ではメインイベントのスティーブ・コリノｖｓ大谷晋二郎戦を裁いた。へそ出し、ホットパンツのレフェリー着を着用。AWAサイドびいきのレフェリングで自称Fカップの巨乳によるパフパフ攻撃などで試合に介入。後楽園大会ではコーナートップからのミサイルキックも繰り出した。「あれがレフェリーの格好か？　試合に集中できんわ」（田中）「観客が支持するなら、それはそれでいいのかもしれねえけど、あんなんで負けたらたまらん」（大谷）と賛否の声を呼んだ。

## 得意技
- ルーシャス・ランディング

## 獲得タイトル
- CWF女子王座
- PWFユニバーサル女子王座
- USAプロ女子王座
- WEWタッグチーム王座 - w/Angel Orsini
- WEW世界王座
- ETW TV王座
- OWE女子王座